# Barbara Colby
Barbara Colby (New York, 2 juli 1940 – Venice Beach, 24 juli 1975) was een Amerikaanse televisieactrice.

## Biografie
Colby begon haar carrière in het theater. Ze maakte op 16 november 1965 haar debuut op Broadway in het stuk The Devils. Het stuk werd tot 22 januari 1966 gespeeld.
Haar eerste belangrijke televisierol was die in de allereerste episode van detectivereeks Columbo, Murder by the book, waarin ze Lilly La Sanka speelde die vermoord werd. In de volgende jaren speelde ze verder in het theater maar ook in televisiefilms en enkele series. Van 20 december 1971 tot en met 9 januari 1972 speelde ze weer een rol op Broadway, dit keer in het stuk Murderous Angels.
Ze maakte indruk met haar rol als prostituee Sherry in The Mary Tyler Moore Show en mocht hierdoor nog een tweede keer opdraven in een latere episode. Begin 1975 speelde ze in het Broadway-stuk A Doll's House (van 5 maart t/m 20 april) maar toen dat gesloten was keerde ze terug naar Los Angeles. Daar kreeg ze de rol van Julie Erskine in de serie Phyllis en nam drie afleveringen op. 

### Moord
Op 25 juli 1975 liepen Colby en collega-acteur James Kiernan naar hun auto na een acteerles in Venice Beach toen ze neergeschoten werden. Colby stierf ogenblikkelijk maar Kernan kon de schietpartij nog beschrijven aan de politie voor hij stierf. Hij zei dat hij de mannen die hen neerschoten niet herkende en dat ze zonder waarschuwing of reden werden neergeschoten. De politie stelde vast dat noch Colby noch Kiernan beroofd was en dat ze gewoon willekeurige slachtoffers waren. De moordenaars werden nooit gevat. De rol van Julie Erskine werd overgenomen door actrice Liz Torres, maar de rol werd na een seizoen alsnog uit de serie geschreven.

## Filmografie
- Petulia (1968) - Patiënte (Niet op aftiteling)
- N.Y.P.D. Televisieserie - Lila (Afl., Candy Man: Part 1, 1969)
- Columbo: Murder by the Book (Televisiefilm, 1971) - Lilly La Sanka
- The Odd Couple Televisieserie - Monique (Afl., Felix, the Calypso Singer, 1971)
- Look Homeward, Angel (Televisiefilm, 1972) - Miss Brown
- A Brand New Life (Televisiefilm, 1973) - Jessica Hiller
- The F.B.I. Televisieserie - Marti (Afl., The Exchange, 1973)
- McMillan & Wife Televisieserie - Linda Comsack (Afl., The Devil, You Say, 1973)
- ABC Afterschool Specials Televisieserie - Rol onbekend (Afl., My Dad Lives in a Downtown Hotel, 1973)
- Judgment: The Trial of Julius and Ethel Rosenberg (Televisiefilm, 1974) -
- Medical Center Televisieserie - Mrs. Polumbo (Afl., The Conspirators, 1974)
- Kung Fu Televisieserie - Josie (Afl., The Nature of Evil, 1974)
- Memory of Us (1974) - Iris
- California Split (1974) - Receptioniste
- Gunsmoke Televisieserie - Kathy Carter (Afl., The Iron Men, 1974)
- Rafferty and the Gold Dust Twins (1975) - Rol onbekend
- Mary Tyler Moore Televisieserie - Sherry (Afl., Will Mary Richards Go to Jail?, 1974|You Try to Be a Nice Guy, 1975)
- Phyllis Televisieserie - Julie Erskine #1 (Afl., Pilot, 1975|Bess, Is You a Woman Now?, 1975|Up for Grabs, 1975)
- The Ashes of Mrs. Reasoner (Televisiefilm, 1976) - Rol onbekend